# Schlimmia
Schlimmia là một chi thực vật có hoa trong họ, Orchidaceae.